# Peroxid organic

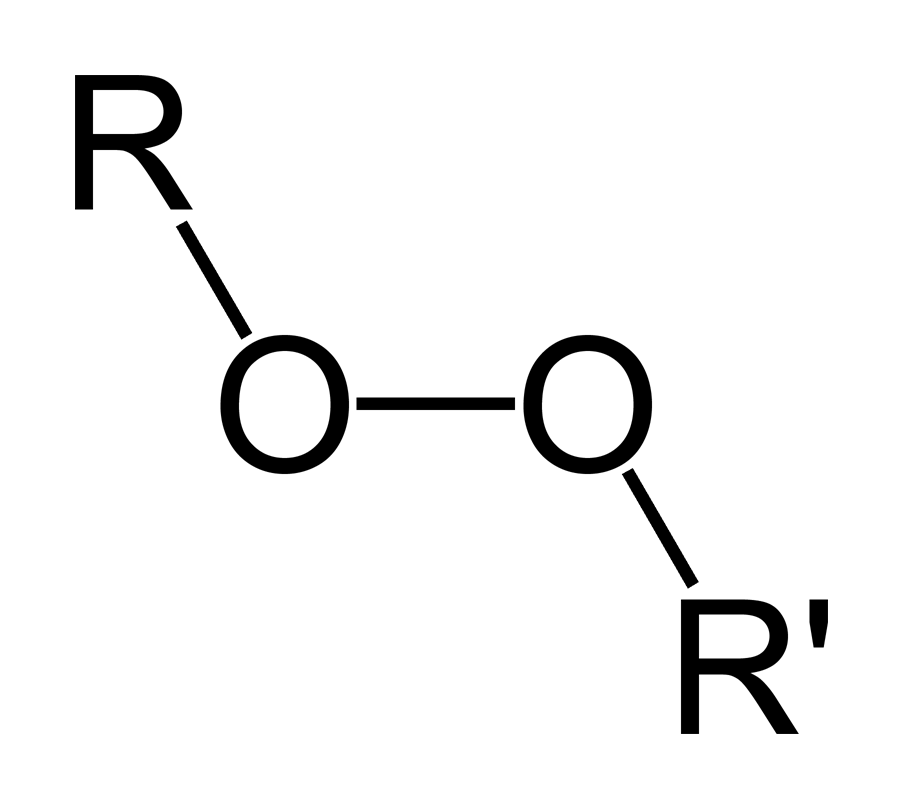
Structura generală a unui peroxid organic

Structura generală a unui hidroperoxid organic

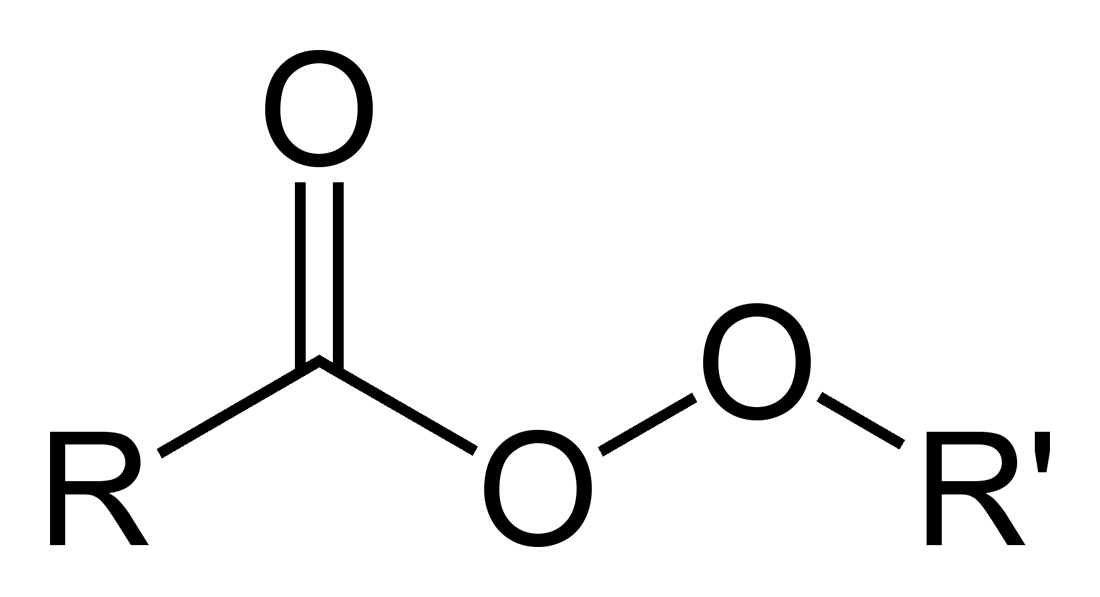
Structura generală a unui perester

Peroxizii organici sunt compuși organici care conțin o grupă funcțională peroxid (ROOR′). Dacă R' este un atom de hidrogen, atunci compusul este un hidroperoxid organic. Peresterii sunt, în mod analog, compușii derivați de la esteri, care au structura generală RC(O)OOR. Legătura dintre cei doi atomi de oxigen, O-O, se rupe foarte ușor, ceea ce duce la formarea de radicali liberi de forma RO•. Astfel, peroxizii organici sunt folositori ca promotori în reacțiile radicalice de polimerizare. Totuși, pe baza aceleași proprietăți chimice, peroxizii organici pot iniția polimerizări explozive ale materialelor cu legături nesaturate.

## Obținere
O primă metodă este reacția dintre sulfații de dialchil și peroxidul de hidrogen. În această metodă, sulfatul donează grupa alchil, iar ionul sulfat va accepta doi protoni:
{\displaystyle {\ce {{R2SO4}+ H2O2 -> {R-O-O-R}+ H2SO4}}}
Această metodă poate fi folosită și pentru obținerea peroxizilor ciclici. Dioxetanii, cicluri de patru atomi, pot fi obținuți printr-o reacție de cicloadiție 2+2 a oxigenului la alchene.